# 大武士与小镖客
《大武士与小镖客》（英語：Heroes of Shaolin）是1977年上映的一部台湾武打电影，由張旗、權寧純执导，陈星等人参演。该电影主要讲述一个人和一个被其收养的人的故事。

## 劇情簡介
元朝时期，一对儿父子正在钓鱼，而就在这个时候，一个人找到了他们，并向这对儿父子中的父亲进行挑战，虽说这对父子中的父亲并不愿意这样，可最后他还是答应了，并且他还在被击败后自尽了。
而这个挑战父亲的人看到儿子孤苦无依，于是便决定收养他……

## 演员
- 丁華寵
- 龙飞
- 黃正利
- 罗烈
- 陈星
- 龍君兒
- 陳明利
- 元彪
- 元奎
- 王宇
- 白琳
- 袁信義
- 陳美娜
- 趙英淑
- 楊澤中
- 殷淃民
- 葛小宝

## 備註
1. ↑  黄仁. . 中華影評人協會. 2004.
2. ↑  . Korean Movie Database （韩语）.
3. ↑  Palmer, Bill; Palmer, Karen. . Rowman & Littlefield. 1995: 153  [2024-04-17]. ISBN 978-0-8108-3027-1. （原始内容存档于2024-04-17） （英语）.

## 相關連結
- 互联网电影数据库（IMDb）上《大武士与小镖客》的资料（英文）
- 豆瓣电影上《大武士与小镖客》的資料 （简体中文）
- 香港影庫上《大武士与小镖客》的資料（繁體中文）
- 爛番茄上《大武士与小镖客》的資料（英文）